# Encyclopedia of Ukraine
L'Encyclopedia of Ukraine (en ukrainien : Енциклопедія українознавства) est un ouvrage fondamental d'études ukrainiennes initié par la Société scientifique Chevtchenko en Europe (à Sarcelles, près de Paris). En tant qu'Encyclopédie des études ukrainiennes elle comprend deux parties, la partie générale (1949-1952), qui comprend trois volumes, et la partie dictionnaire (1955-1989), qui comprend dix volumes. L'ouvrage est publié en Ukraine depuis 1991.
Volodymyr Koubiyovytch est le rédacteur en chef des volumes I et II (publiés en 1984 et 1988 respectivement). Les trois derniers volumes, avec Danylo Houzar-Strouk comme rédacteur en chef, paraissent en 1993.

## Internet Encyclopedia of Ukraine
L'Internet Encyclopedia of Ukraine est une encyclopédie libre en ligne en langue anglaise, couvrant un large éventail de questions sur l'Ukraine, notamment son histoire, les gens, la géographie, l'économie, la culture, etc.. Une fois terminé, l'IEU doit devenir la ressource Internet la plus fiable et la plus complète, en anglais, sur l'Ukraine et les Ukrainiens. En juin 2020, elle contenait 6 000 entrées et 5 000 illustrations,.